# 우젠미즈사와역
우젠미즈사와역(일본어: 羽前水沢駅 うぜんみずさわえき[*])은 일본 야마가타현 쓰루오카시에 위치한 동일본 여객철도 우에쓰 본선의 철도역이다. 혼합식 승강장 2면 3선의 구조를 갖춘 지상역이다.

## 타는 곳
| 1 | ■ 우에쓰 본선 | 상행     | 아쓰미온센 · 무라카미 방면        |
| 2 | ■ 우에쓰 본선 | (대피선) | (대피선)                          |
| 3 | ■ 우에쓰 본선 | 하행     | 쓰루오카 · 아마루메 · 사카타 방면 |

## 이용 현황
| 연도     | 1일 평균 | 연도     | 1일 평균 |
| 1965년도 | 757      | 1998년도 | 66       |
| 1970년도 | 607      | 1999년도 | 74       |
| 1975년도 | 416      | 2000년도 | 66       |
| 1989년도 | 118      | 2001년도 | 70       |
| 1990년도 | 109      | 2002년도 | 58       |
| 1991년도 | 109      | 2003년도 | 58       |
| 1992년도 | 105      | 2004년도 | 41       |
| 1993년도 | 98       | 2005년도 | 44       |
| 1994년도 | 85       | 2006년도 | 44       |
| 1995년도 | 89       | 2007년도 | 39       |
| 1996년도 | 77       | 2008년도 | 38       |
| 1997년도 | 73       | 2009년도 | 42       |
| -------- | -------- | -------- | -------- |

## 역 주변
- 국도 제7호선
- 미즈사와 화학 공업 미즈사와 공장

## 인접 역
| 동일본 여객철도 우에쓰 본선 | 동일본 여객철도 우에쓰 본선 | 동일본 여객철도 우에쓰 본선 |
| --------------------------- | --------------------------- | --------------------------- |
| 산제 니쓰 방면              | ■ 우에쓰 본선               | 우젠오야마 아키타 방면      |